# Nadleśnictwo Skwierzyna

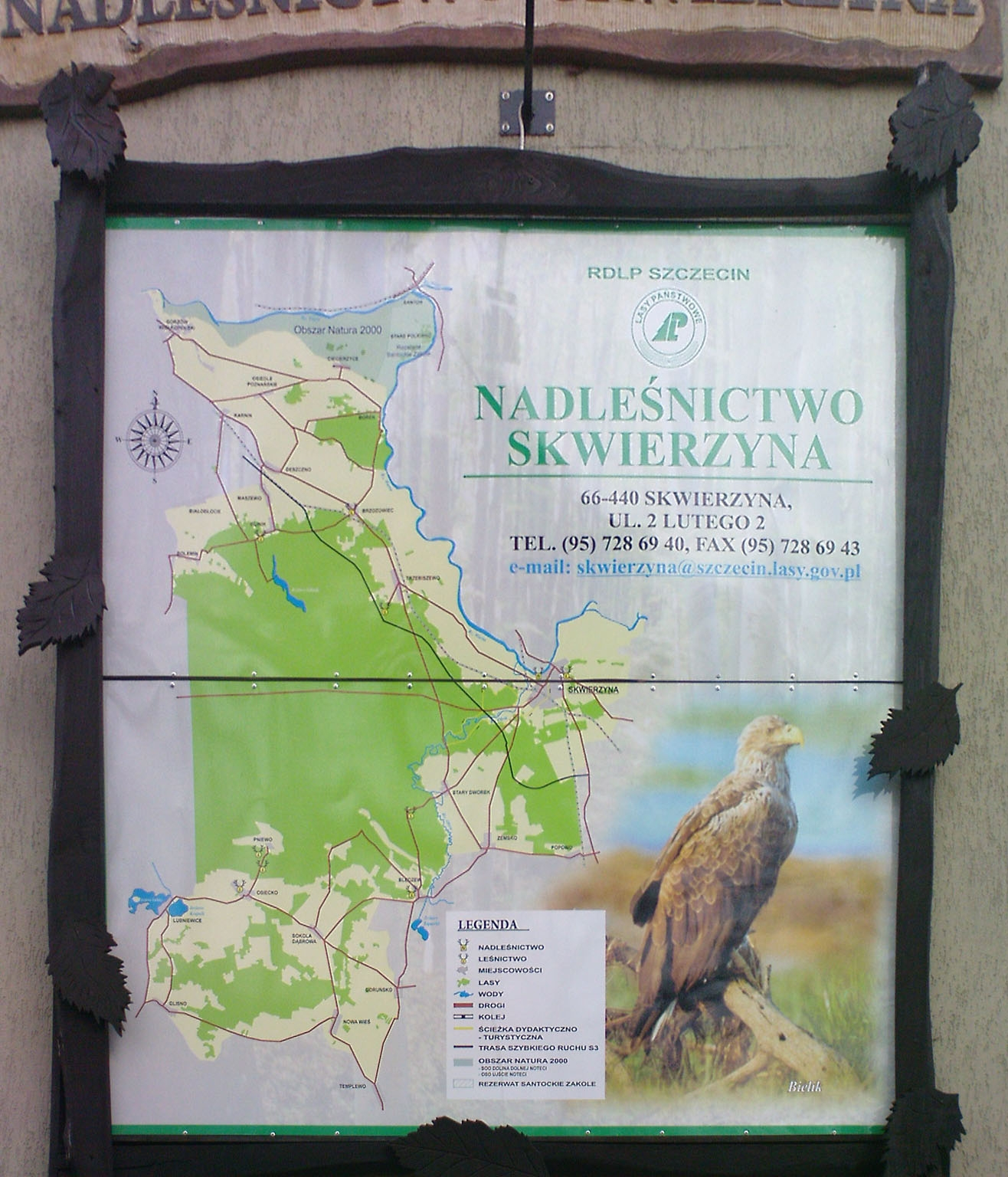
Tablica informacyjna

Nadleśnictwo Skwierzyna – nadleśnictwo należące do Regionalnej Dyrekcji Lasów Państwowych w Szczecinie, położone w całości w województwie lubuskim.

## Historia
Nadleśnictwo Skwierzyna powstało w roku 1945, po zakończeniu II wojny światowej i utworzone zostało ze wschodniej części dużego kompleksu leśnego na linii wieś Trzebiszewo – Bledzew, wzdłuż koryt rzek Warty i Obry. Powierzchnia wynosiła 6184,70 ha. Do dziś Nadleśnictwo przeszło szereg zmian terytorialnych, administracyjnych i gospodarczych. Przez lata przyłączane były tereny sąsiadujące i ostateczna wielkość na dzień 1 stycznia 2015 wynosiła 24251,23 ha.

## Leśnictwa
W skład nadleśnictwa wchodzi trzynaście leśnictw:
| - Brzozowiec - Międzylesie - Trzebiszewo - Skwierzyna - Stary Dworek | - Jeleniec - Pniewo - Dzików - Dąbrówka - Sokola Dąbrowa | - Murzynowo - Chrobotek - Zawarcie |

## Fizjografia i klimat
Pod względem geomorfologicznym lasy Nadleśnictwa w większości zajmują dno pradoliny Toruńsko-Eberswaldzkiej, w mezoregionie Kotlina Gorzowska.
Rzeźba terenu całego Nadleśnictwa ma charakter nizinny, leżący na wysokości od 20 (leśnictwo Brzozowiec) do 165 m n.p.m. (leśnictwo Sokola Dąbrowa). Rzeźba terenu jest urozmaicona. W części północnej dominuje teren nizinny równy, w części środkowej falisty, a na południu pagórkowaty. Tereny pagórkowate występują również w okolicach jeziora Parsko oraz w sąsiedztwie rzeki Obry. Tereny za rzeką Wartą mają charakter pagórkowatego obszaru wydmowego, który porasta Puszcza Notecka.
Dominującym typem gleb są:
- bielicowe – 54% powierzchni;
- rdzawe – 39%;
- płowe – 5%;
- murszowate – 1%;
- pozostałe – 1%.

Według Eugeniusza Romera klimat obszaru Nadleśnictwa został zakwalifikowany do klimatu Krainy Wielkich Dolin. Teren Nadleśnictwa znajduje się w polu ścierania się dwóch klimatów: atlantyckiego i kontynentalnego. Średnia roczna suma opadów wynosi 533 mm, co kwalifikuje ten obszar do ubogiego w opady. Wiatry wieją głównie z kierunków zachodnich i południowo-zachodnich. Średnia roczna temperatura powietrza wynosi ok. 8,4 °C.

## Drzewostan
Średni wiek drzewostanów wynosi 58 lat, przy średniej zasobności 240 m³/ha.
Drzewostany Nadleśnictwa Skwierzyna tworzy 13 gatunków:
- sosna – 97% powierzchni;
- dąb – ~1%;
- brzoza  – ~1%;
- olsza – ~1%;
- pozostałe – 1%.

## Edukacja i turystyka
Nadleśnictwo Skwierzyna posiada szlak rowerowy zwany Szlakiem bobrów o długości 16 km. Biegnie on przez malownicze tereny leśne, wzdłuż Obry. Na szlaku ustawiono liczne tablice edukacyjne, których motywem przewodnim jest bóbr europejski a dodatkowo załączono ciekawostki z gospodarki leśnej i historii małej ojczyzny.
Intensywnie turystycznie zagospodarowano okolice jeziora Glinik, wokół którego wytyczono szlak rowerowy o długości 10 km oraz nordic walking o długości 9,6 km. Obie trasy mają charakter terenowy, prowadząc możliwie najbliżej brzegów zbiornika z licznymi widokami na jezioro i przylegające do niego lasy. Na ścieżkach ustawiono tablice edukacyjne poświęcone wielu aspektom gospodarki leśnej prowadzonej w Lasach Państwowych.
Dodatkową atrakcją tej okolicy są liczne szlaki turystyki konnej. Tworzą one łączące się ze sobą pętle, rozpoczynające się pod wsią Bolemin i Glinik. Łączna długość szlaków wynosi około 26 km. Trasy wytyczono przez tereny leśne o urozmaiconym krajobrazie i rzeźbie terenu. Zależnie od długości i stopnia trudności, są one wykorzystywane przez jeźdźców o różnych umiejętnościach.
Przy Nadleśnictwie został założony ogródek dendrologiczny, w którym znajduje się wiele gatunków drzew i krzewów charakterystycznych dla lubuskich lasów oraz wiata, w której odbywają się zielone lekcje. W budynku Nadleśnictwa znajduje się sala edukacji ekologicznej, w której prowadzone są zajęcia, z bogatej oferty dydaktycznej pracowników nadleśnictwa. Dla grup starszych gości przygotowano dodatkowo salę konferencyjną z niezbędnym sprzętem audiowizualnym.
Dla celów edukacji przyrodniczo-leśnej przygotowano dodatkowo ścieżkę w okolicach leśniczówki Międzylesie. Dla gości przygotowano dwa warianty długości trasy, w zależności od potrzeb odbiorców: około 2 km i 4 km. Po drodze zamontowano kilkanaście tablic edukacyjnych, poruszające szeroką tematykę ekologiczną i leśną. Zorganizowano także dwa punkty postoju: przy pomniku przyrody "Trzy dęby" oraz przy jeziorze Glinik, gdzie dodatkowo istnieje możliwość zorganizowania ogniska.
W związku ze swoim położeniem, lasy Nadleśnictwa Skwierzyna oblegane są przez turystów, głównie w okresie zbioru grzybów i jagód, dlatego też stale rozbudowywana jest infrastruktura turystyczna m.in. miejsca postoju pojazdów, parkingi leśne i szlaki rowerowe.
Na Obrze, w zasięgu Nadleśnictwa Skwierzyna został wyznaczony szlak kajakowy, który rozpoczyna się w miejscowości Bledzew, a kończy w okolicach Skwierzyny, przy ujściu Obry do Warty.